# Knooppunt Neerbosch
Het Knooppunt Neerbosch is een Nederlands verkeersknooppunt voor de aansluiting van de Rijksweg 783 met de autosnelweg A73, nabij Nijmegen.
Dit is het enige knooppunt waar drie aansluitende richtingen hetzelfde wegnummer hebben (volgens de hectometerpaaltjes). De oostelijke tak van het knooppunt is Rijksweg 783 met "A73" op de hectometerpaaltjes. Deze tak heeft op de bewegwijzering geen nummer. Verkeer tussen knooppunt Ewijk - Venlo en omgekeerd dient uit respectievelijk in te voegen.
Dit typische trompetknooppunt is geopend in 1980.
Het knooppunt wordt omzoomd door rijen populieren die evenwijdig langs de verschillende wegvakken staan. Elke rij heeft een eigen soort populieren (klonen). De soorten onderscheiden zich van elkaar in groeivorm, en tijdstip en bladkleur bij bladvorming in het voorjaar en bladval in het najaar.

## Richtingen knooppunt
| Aansluitende wegen | Aansluitende wegen      | Aansluitende wegen                         | Aansluitende wegen | Aansluitende wegen |
| ------------------ | ----------------------- | ------------------------------------------ | ------------------ | ------------------ |
| richting Beuningen |                         |                                            |                    |                    |
|                    |                         |                                            |                    |                    |
|                    | RW783 richting Nijmegen |                                            |                    |                    |
|                    |                         |                                            |                    |                    |
|                    |                         | richting Cuijk / Venray / Venlo / Roermond |                    |                    |

Almere · Amstel · Arnestein · Assen · Azelo · Badhoevedorp · Bankhoef · Batadorp · Beekbergen · Benelux · Beverwijk · Bodegraven ·  Boterdiep ·  Buren · Burgerveen · Coenplein · De Baars · De Hoek · De Hogt · De Nieuwe Meer · De Poel · De Punt · De Stok · Deil · Diemen · Drachten · Drie Klauwen · Eemnes · Ekkersweijer · Emmeloord · Empel · Euvelgunne · Everdingen · Ewijk · Galder · Gooimeer · Gorinchem · Gouwe · Grijsoord · Hattemerbroek · Heerenveen · Hellegatsplein · Het Vonderen · Hintham · Hoevelaken · Hofvliet · Holendrecht · Holsloot · Hoogeveen · Hooipolder · IJmuiden (niet officieel) · Joure · Julianaplein · Kerensheide · Kethelplein · Klaverpolder · Kleinpolderplein · Kooimeer · Kruisdonk · Kunderberg · Lankhorst · Leenderheide · Lunetten · Maanderbroek · Markiezaat · Muiderberg · Neerbosch · Noordhoek · Ommedijk · Oud-Dijk · Oudenrijn · Paalgraven · Princeville · Prins Clausplein · Raasdorp ·  Reitdiep ·  Ressen · Ridderkerk · Rijkevoort · Rijnsweerd · Rottepolderplein · Rozenburg · Sabina · Sint-Annabosch · Stelleplas · Slufter · Ten Esschen · Terbregseplein · Tiglia · Vaanplein · Valburg · Velperbroek · Velsen · Vlaardingen · Vrijheidsplein · Vught · Waterberg · Watergraafsmeer · Werpsterhoek · Westerlee · Ypenburg · Zaandam · Zaarderheiken · Zonzeel · Zoomland · Zuidbroek · Zurich

Geplande knooppunten:
De Liemers · Zestienhoven

Voormalige knooppunten:
Bocholtz · Ekkersrijt · Europaplein (Groningen) · Europaplein (Maastricht) · Lindenholt